# Алдея-ду-Бишпу (Гуарда)
Алдея-ду-Бишпу (порт. Aldeia do Bispo) — район (фрегезия) в Португалии, входит в округ Гуарда. Является составной частью муниципалитета Гуарда. По старому административному делению входил в провинцию Бейра-Алта. Входит в экономико-статистический субрегион Бейра-Интериор-Норте, который входит в Центральный регион. Население составляет 180 человек на 2001 год. Занимает площадь 10,75 км².